# Topsportschool
Een topsportschool is in Vlaanderen de benaming van een school waar leerlingen hun secundair onderwijs kunnen combineren met een intensieve opleiding en training in een bepaalde sport. 
De topsportscholen (een of enkele per sporttak) werden opgericht om jongeren niet voor het dilemma te plaatsen om te kiezen tussen sport of studie. De Vlaamse overheid hoopte hiermee ook de prestaties van de Vlaamse sporters in internationale competities te verbeteren en startte het systeem in 1998. 
In deze scholen worden topsportrichtingen aangeboden. In het ASO zijn dit moderne talen-topsport, wetenschappen-topsport en wiskunde-topsport. In het TSO kunnen handel-topsport en kortweg topsport gevolgd worden. Leerlingen die door hun sportfederatie (bijvoorbeeld de volleybalbond) als talentvol worden beoordeeld, kunnen daar het statuut "leerling-topsporter" krijgen. Zij kunnen dan tijdens de schooluren tot 12 extra uren training volgen, aangevuld met een naschools trainingsprogramma, en worden van sommige andere opleidingsonderdelen vrijgesteld. Ook krijgen zij faciliteiten (maximaal tot 130 halve dagen gewettigde afwezigheid) voor het deelnemen aan internationale competities en stages.
Om het statuut leerling-topsporter te bekomen moet men door de betrokken sportfederatie voorgedragen worden aan de selectiecommissie, die op basis van strenge selectiecriteria oordeelt of men in aanmerking komt.
Er zijn topsportscholen in Antwerpen (Merksem en Mortsel), Brugge, Genk, Gent, Hasselt, Leuven en Vilvoorde. Mogelijke sporttakken zijn atletiek (uitdovend), badminton, basketbal, golf, gymnastiek, handbal, judo, schermen, skiën, taekwondo, tafeltennis, tennis, triatlon, voetbal, volleybal, wielrennen en zwemmen. Voor gymnastiek, tennis en zwemmen bestaan er ook al opties in de basisschool.

## Ontwikkelingen
Eind schooljaar 2010-2011 bleek het resultaat van de topsportscholen eerder mager. Vlaamse jongeren uit topsportscholen presteren minder goed dan sommige sporters die geen topsportschool volgden. Ook vallen de slaagcijfers van ex-topsportschoolleerlingen in het hoger onderwijs tegen, als zij zich om een of andere reden niet verder kunnen ontwikkelen in hun keuzesport. Minister Pascal Smet overwoog daarom het aanbod sterk af te slanken door het schrappen van sommige disciplines en fusies van topsportscholen. Tegelijk wilde hij het topsportstatuut ook toekennen aan sommige leerlingen die geen topsportschool of -studierichting volgen. Mits (financiële) inbreng van sportclubs en/of sportfederaties zouden deze leerlingen aan een gewone school kunnen studeren, met extra trainingsfaciliteiten. Dit werd het "Lukaku-model" genoemd, geïnspireerd op De school van Lukaku in het Sint-Guido Instituut te Brussel.